# Ford Explorer eléctrico
El Ford Explorer eléctrico es un crossover tipo SUV compacto eléctrico de batería producido por Ford Europa. Fabricado en Colonia (Alemania) y comercializado exclusivamente en Europa, el vehículo está basado en la plataforma MEB del Grupo Volkswagen. El vehículo comparte su nombre e inspiración de diseño con el Ford Explorer, la SUV más grande producida en Estados Unidos, elegido por Ford "como un guiño a nuestra herencia estadounidense".
El Explorer EV estaba disponible para pedidos a partir de septiembre de 2023. Las primeras unidades llegarían en diciembre del mismo año.

## Descripción general

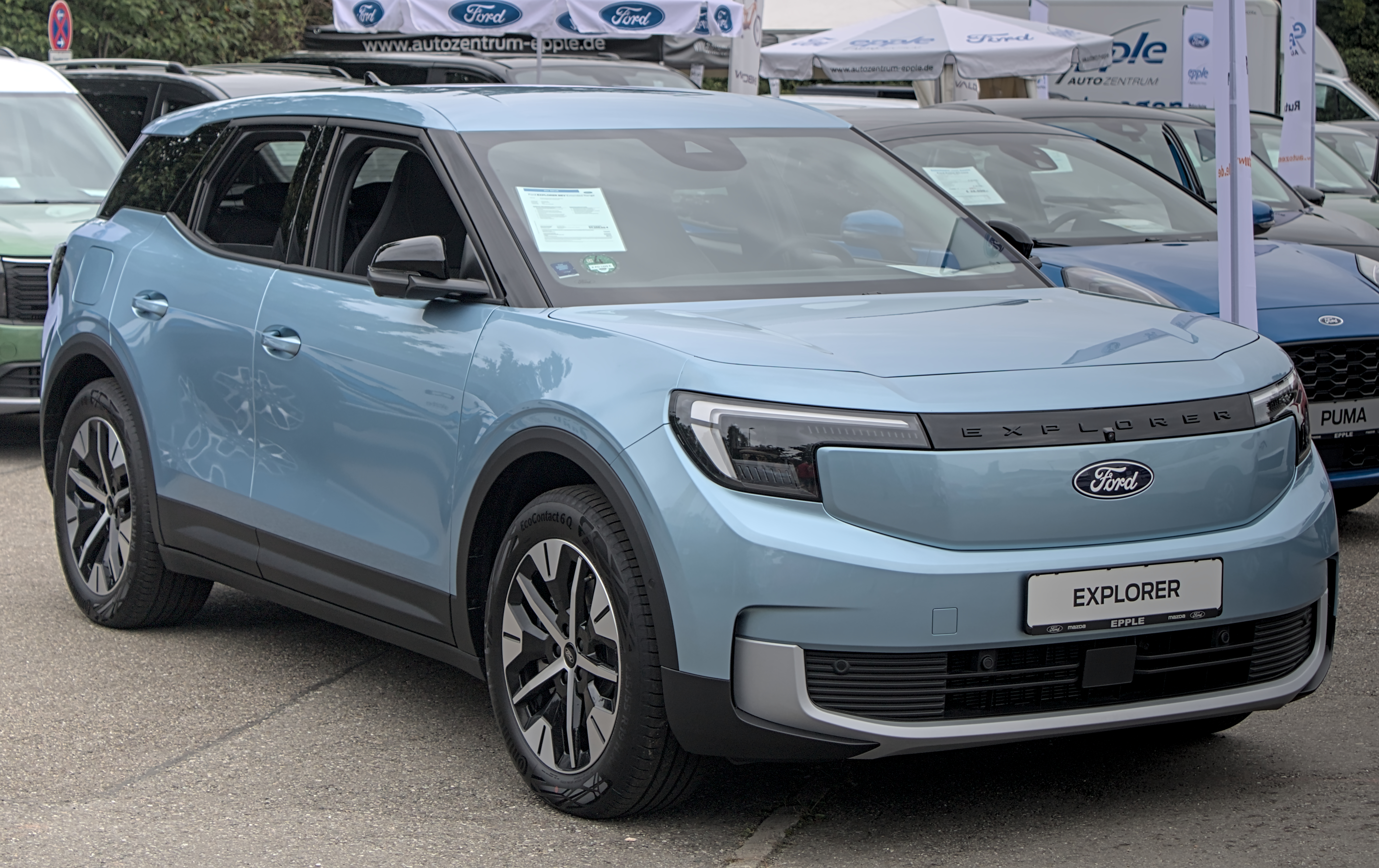
En exhibición en Leonberg en 2024

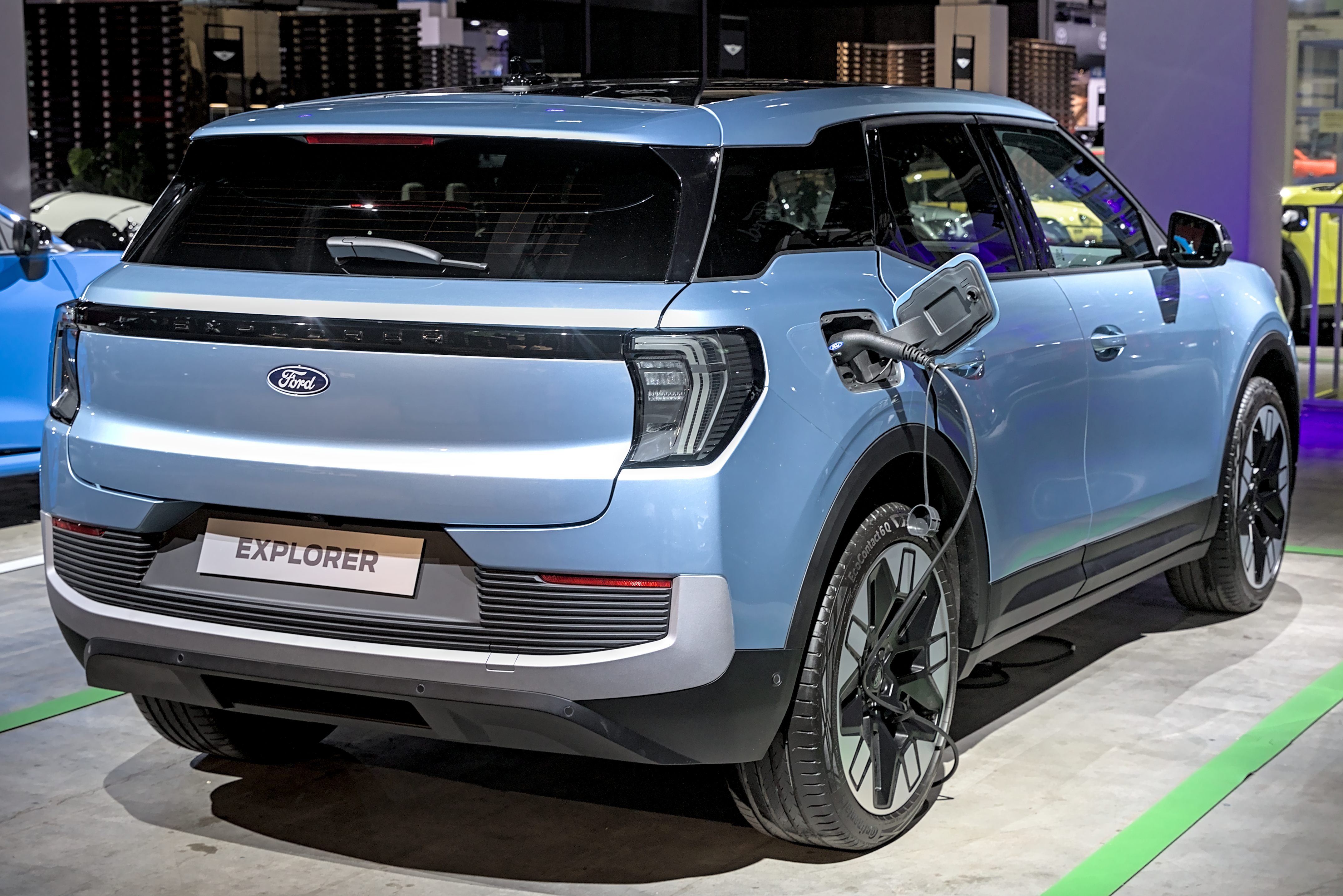
En el Salón del Automóvil de Zúrich de 2023

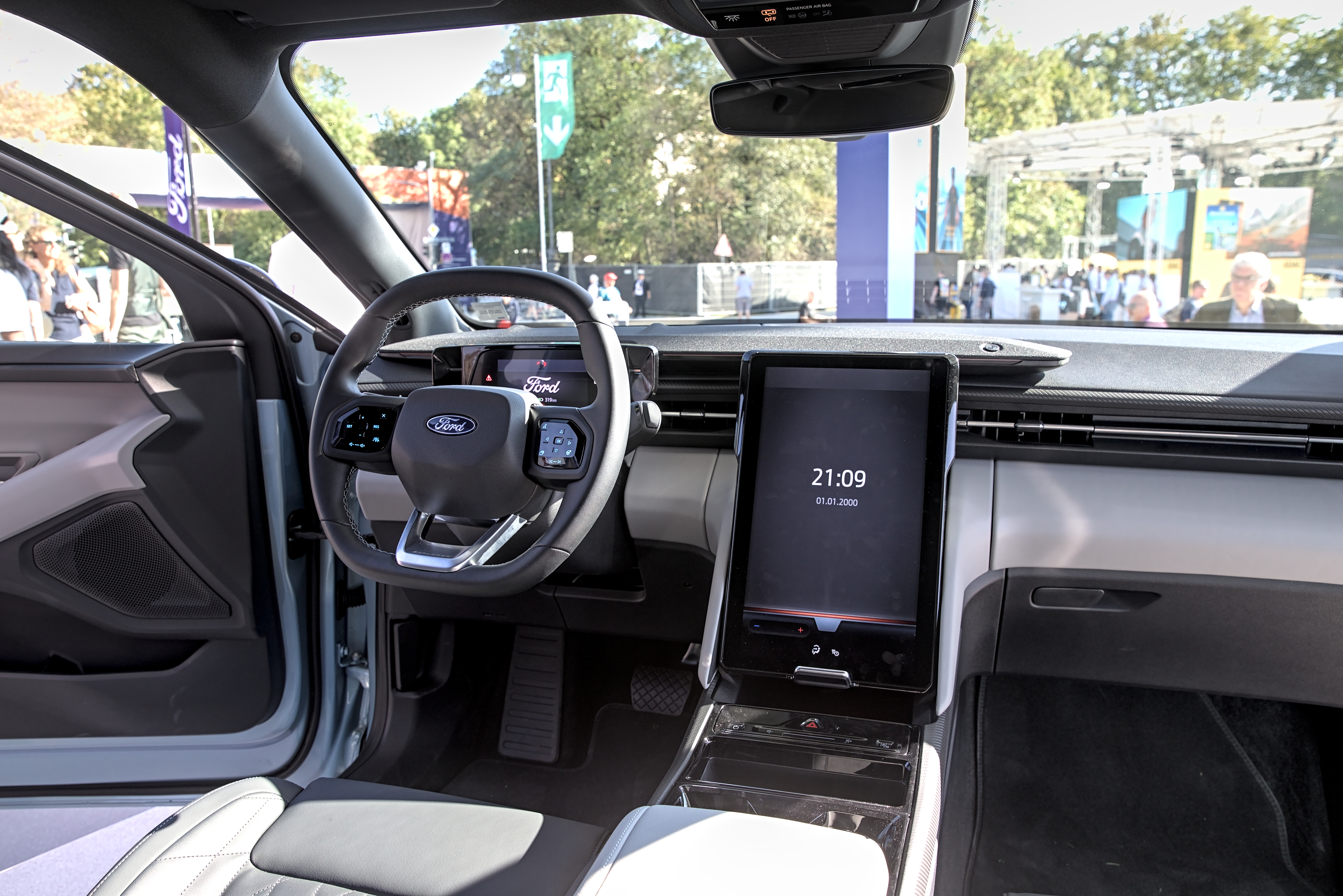
Vista interior en el Salón del Automóvil de Fráncfort de 2023

El Ford Explorer EV se reveló el 21 de marzo de 2023 de forma digital. Fabricado sobre la plataforma MEB, la misma que el Volkswagen ID.4, ID.5 e ID.3, el vehículo es el resultado de una asociación entre las dos marcas, que ha incluido el uso compartido de vehículos comerciales. Se produce en la planta de Colonia, Alemania, que anteriormente fabricaba el modelo Fiesta.
El diseño del Explorer se realizó bajo la dirección del diseñador principal Jordan Demkiw. Durante su presentación, Ford afirmó que el vehículo combina la "ingeniería alemana" con el "diseño icónico de un SUV estadounidense" de la marca. En comparación con su automóvil hermano, el ID.4, los diseñadores de Ford pudieron crear una sección trasera más corta, mover los pilares "A" más hacia atrás y usar una vía más ancha. Para garantizar que el Explorer "se conduzca como un Ford", Demkiw afirmó que el vehículo recibió diferentes amortiguadores, neumáticos y ajustes de suspensión en comparación con su contraparte Volkswagen. Ford eligió específicamente la longitud del vehículo a mitad de camino entre el ID.3 y el ID.4, para evitar la competencia directa con ambos modelos.
Su interior está disponible con una pantalla vertical ajustable de 14,6 pulgadas (37,1 cm) que ejecuta el software Ford Sync Move, que permite el mapeo de pantalla completa y el acceso a todas las opciones de conectividad del teléfono inteligente. El ángulo de la pantalla se puede ajustar en 20 etapas hasta 30 grados para facilitar el uso y evitar el deslumbramiento. También cuenta con una pantalla de instrumentos digital flotante de 5 pulgadas (12,7 cm) que ofrece datos al piloto, como los niveles de carga de la batería o el estado de la asistencia al conductor.
La cajuela ofrece un espacio de carga de 450 L (15,9 pies cúbicos) o hasta 1400 L (49,4 pies cúbicos) con los asientos traseros plegados.

## Detalles
Las opciones para el Explorer comienzan con una versión de tracción trasera que tiene una potencia de 168 HP (170 CV; 125 kW). Está equipado con una batería de 55 kWh (198 MJ) de los cuales 52 kWh (187 MJ) son utilizables, que le permite alcanzar una autonomía estimada de hasta 350 km (217 millas). Otras opciones incluyen un modelo de un solo motor más potente con 282 HP (286 CV; 210 kW), con una batería de 82 kWh (295 MJ) más grande que la anterior, de los cuales 77 kWh (277 MJ) son utilizables, que tiene una potencia nominal de alrededor de 540 km (336 millas) en una sola recarga. Este modelo también tiene una velocidad máxima de carga de 170 kW (231 CV; 228 HP). El modelo insignia Explorer tiene motores dobles con un 335 HP (340 CV; 250 kW) combinado, con la misma batería y capacidades de carga que el modelo de gama media. El modelo más caro es capaz de alcanzar una autonomía de 490 km (304 millas) con capacidad de remolque nominal de 1400 kg (3086 libras). Todos los modelos son capaces de realizar una carga rápida del 10 al 80 por ciento en unos 25 minutos, según ha indicado Ford. Los tamaños de rueda disponibles son de 19 a 21 pulgadas (48,3 a 53,3 cm).

## Mercadotecnia
Para promocionar el lanzamiento del Explorer en Europa, la marca ha anunció que emprendería una vuelta al mundo de la mano de la conocida celebridad de Internet Alexis Alford, quien ostenta el récord de persona más joven en visitar todos los países del mundo.